# Summer Love
„Summer Love” este un cântec înregistrat de către compozitorul și cântărețul american Justin Timberlake pentru al doilea lui album de studio, FutureSex/LoveSounds (2006). A fost scris și produs de Timberlake, Timbaland și Nate Danja Hills. Cântecul a fost produs după pauza de doi ani din industria muzicală. Summer Love este un cântec pop-dance despre senzația de a te îndrăgosti de acel anotimp fierbinte. Instrumentația o constituie clapele, tobele, chitarele, pianele și bătăile din palmele. 
„Summer Love” a primit în general păreri pozitive din partea criticilor muzicali, câțiva comparându-l cu munca lui din 'N Sync. „Summer Love” a atins locul al șaselea în Billboard Hot 100 și locul întâi în topul Billboard Pop Songs. A fost premiat cu un disc de platină de către Recording Industry Association of America (RIAA) pentru vânzările de peste 1 milion de exemplare. Cântecul s-a clasat, de asemenea, în top 10 în Belgia și Canada. Summer Love a fost inclus în lista pieselor din al doilea turneu mondial al lui Timberlake, FutureSex/LoveShow din 2007.

## Versiuni
- Single și versiune digitală

1. „Summer Love” – 4:13
2. „Until the End of Time” (duet cu Beyoncé) – 5:22

## Topuri
| Top (2007)                        | Poziție de top |
| --------------------------------- | -------------- |
| Austria (Ö3 Austria Top 40)       | 47             |
| Belgia (Ultratop 50 Flanders)     | 6              |
| Belgia (Ultratop 50 Wallonia)     | 8              |
| Canada (Canadian Hot 100)         | 8              |
| Germania (Media Control Charts)   | 39             |
| Noua Zeelandă (Recorded Music NZ) | 15             |
| Slovacia (Rádio Top 100)          | 22             |
| Suedia (Sverigetopplistan)        | 38             |
| US Billboard Hot 100              | 6              |
| US Mainstream Top 40 (Billboard)  | 1              |
| US Adult Top 40 (Billboard)       | 24             |

| Top (2007)           | Poziție |
| -------------------- | ------- |
| US Billboard Hot 100 | 39      |

## Certificații
| Regiune | Certificări | Vânzări    |
| --- | ----------- | ---------- |
| Statele Unite (RIAA)                                                                                       | Platină     | 1,000,000^ |
| *cifrele de vânzări sunt bazate pe un singur certificat ^cifrele cargo sunt bazate pe un singur certificat |             |            |

## Datele lansării
| Țara          | Dată              | Format            | Casa de discuri | Ref.   |
| ------------- | ----------------- | ----------------- | --------------- | ------ |
| Noua Zeelandă | 26 noiembrie 2007 | Versiune digitală | Sony BMG        | [ 16 ] |
| Austria       | 3 decembrie 2007  | Versiune digitală | Sony BMG        | [ 17 ] |
| Belgia        | 3 decembrie 2007  | Versiune digitală | Sony BMG        | [ 18 ] |
| Finlanda      | 3 decembrie 2007  | Versiune digitală | Sony BMG        | [ 19 ] |
| Luxemburg     | 3 decembrie 2007  | Versiune digitală | Sony BMG        | [ 20 ] |
| Țările de Jos | 3 decembrie 2007  | Versiune digitală | Sony BMG        | [ 21 ] |
| Portugalia    | 3 decembrie 2007  | Versiune digitală | Sony BMG        | [ 22 ] |
| Germania      | 7 decembrie 2007  | CD single         | Sony BMG        | [ 23 ] |
| Germania      | 7 decembrie 2007  | Versiune digitală | Sony BMG        | [ 24 ] |
| Suedia        | 10 decembrie 2007 | Versiune digitală | Sony BMG        | [ 25 ] |